# Mats Granryd
Mats Ulrik Granryd, född 18 januari 1962, är en svensk företagsledare och civilingenjör i maskinteknik med examen från KTH 1988. Mats Granryd har tidigare varit verksam inom Ericsson under åren 1995–2010, bland annat som chef för marknadsområdet Indien och Sri Lanka. 
Under åren 2010–2015 var Granryd koncernchef för Tele2 AB. Han har varit styrelseledamot i Envac (2013–2017) och Swedbank (2017–2020). Utöver uppdraget som styrelseordförande i Vattenfall, är Mats Granryd medlem av FN:s bredbandskommission, Director General GSMA, ordförande i Coor och styrelseledamot i Sveriges Television.